# Aphaenogaster honduriana
Aphaenogaster honduriana é uma espécie de inseto do gênero Aphaenogaster, pertencente à família Formicidae.